# 고산조 천황
고산조 천황(일본어: 後三条天皇, 1034년 9월 3일 ~ 1073년 6월 15일)은 일본의 제71대 천황이다. 휘는 다카히토(尊仁)이다. 고스자쿠 천황의 제2 황태자이다. 호칭의 유래는 67대 천황 산조 천황(일본어: 三条天皇)에서 유래하였다. 어머니는 산조 천황의 제3 황녀, 황후 데이시 내친왕이다. 고레이제이 천황의 배다른 동생이다. 우다 천황 이래 170년 만에 후지와라씨를 외척으로 하지 않는 천황이 되었다.

## 생애
천황 즉위 후 반(反)섭정가의 선봉으로 동궁 시대부터 천황을 비호하고 있던 후지와라노 요시나가와 무라카미 겐지의 미나모토노 모로후사 등을 등용해 고셋케의 정권 독점 타파를 도모했으며 후지와라노 사네마사 등의 하급 관리 등을 등용해 적극적으로 친정을 실시했다.
1069년, 엔큐의 장원 정리령을 발포하고 기록 장원권계소를 설치했으며, 1070년에는 견포 제도, 1072년에는 엔큐 선지승이나 고가법의 제정 등 율령제도의 형해화에 의해 약체화된 황실의 경제 기반의 강화를 도모했다. 특히 엔큐의 장원 정리령은 지금까지의 정리령에서는 보이지 않았던 치밀함과 공정함을 볼 수 있어 그 때문에 기준 외의 섭정령이 몰수되는 등 섭정가의 경제 기반에 큰 타격을 주었다. 이 일이 국가와 장원 영주, 농민에게 안정을 가져와 "엔큐의 선정"이라 부른다. 반면 섭정측은 내분으로 천황에 적극적인 대항을 할 수 없었다.
또 이 때 벌어진 엔큐 에조 전투에서 쓰가루반도와 시모키타반도까지 혼슈 전 국토가 조정의 지배하에 들어가는 등 지방에서도 착실하게 영향력을 뻗어나가게 되었다.
1072년, 즉위 후 4년 뒤에 제1 황자인 사다히토 친왕(시라카와 천황)에 양위하고 인세이를 시작하려 했으나 다음 해에 병으로 쓰러져 40세에 사망하였다.

## 가계도
- 황후(皇后) : 카오루코 내친왕(馨子 内親王) (1029~1093) - 고이치조 천황의 황녀
- 황후(皇后) : 증황태후(贈皇太后) 동궁비(東宮妃) 후지와라노 시게코(藤原 茂子) (?~1062) - 후지와라노 킨나리(藤原 公成)의 딸이자 후지와라노 요시노부(藤原 能信)의 양녀
  - 제1황녀 : 사토코 내친왕(聡子 内親王) (1050~1131)
  - 제1황자 : 사다히토 친왕(貞仁 親王) - (시라카와 천황)
  - 제2황녀 : 토시코 내친왕(俊子 内親王) (1056~1132)
  - 제3황녀 : 요시코내친왕(佳子内親王 1057~1130)
  - 제4황녀 : 아츠코내친왕(篤子内親王 1061~1114)
- 뇨고(女御) : 호리카와노 뇨고(堀河 女御) 후지와라노 아키코(藤原 昭子) (1016~?) - 후지와라노 요리무네(藤原 頼宗)의 딸
- 뇨고(女御) : 효부노 뇨고(兵部 女御) 미나모토노 모토코(源 基子) (1049~1134) - 미나모토노 모토히라(源 基平)의 딸
  - 제2황자 : 사네히토 친왕(実仁 親王) (1071~1085)
  - 제5황자 : 스케히토 친왕(輔仁 親王) (1073~1119)
- 덴지(典侍) : 후지와라노 교시(藤原 行子) (1049~1134) - 후지와라노 사네츠네(藤原 実経)의 딸

## 같이 보기
- 일본 천황
- 겐지 (씨족)
- 고레이제이 천황
- 시라카와 천황